# FA Premier League Asia Cup 2003
FA Premier League Asia Cup 2003 là giải đấu đầu tiên của Premier League Asia Trophy, một giải đấu bóng đá trước mùa giải với sự tham dự của bốn đội được diễn ra hai năm một lần. Các đội tham dự mùa giải đầu tiên bao gồm nước chủ nhà Malaysia và ba đội đến từ Premier League: Chelsea, Newcastle United và Birmingham City. Tất cả các trận đấu đều được diễn ra trên Sân vận động Quốc gia Bukit Jalil ở Kuala Lumpur.
Giải đấu bắt đầu ở vòng bán kết, đội giành chiến thắng vào chung kết còn đội thua sẽ thi đấu trận tranh hạng ba. Chelsea trở thành đội vô địch đầu tiên sau khi đánh bại Newcastle United trên chấm luân lưu trong trận chung kết.

## Kết quả
|  | Bán kết                                                       | Bán kết          |                                                               |       | Chung kết | Chung kết |
|  |                                                               |                  |                                                               |       |           |           |
|  | 24 tháng 7 năm 2003 – Kuala Lumpur (Sân vận động Bukit Jalil) |                  |                                                               |       |           |           |
|  |                                                               |                  |                                                               |       |           |           |
|  | Newcastle United                                              | 2                |                                                               |       |           |           |
|  | Newcastle United                                              | 2                | 27 tháng 7 năm 2003 – Kuala Lumpur (Sân vận động Bukit Jalil) |       |           |           |
|  | Birmingham City                                               | 1                |                                                               |       |           |           |
|  | Birmingham City                                               | 1                | Chelsea                                                       | 0 (5) |           |           |
|  | 25 tháng 7 năm 2003 - Kuala Lumpur (Sân vận động Bukit Jalil) |                  | Chelsea                                                       | 0 (5) |           |           |
|  |                                                               | Newcastle United | 0 (4)                                                         |       |           |           |
|  | Malaysia                                                      | Newcastle United | 0 (4)                                                         | 1     |           |           |
|  | Malaysia                                                      |                  |                                                               | 1     |           |           |
|  | Chelsea                                                       | 4                |                                                               |       |           |           |
|  | Chelsea                                                       | 4                | Tranh hạng ba                                                 |       |           |           |
|  |                                                               |                  |                                                               |       |           |           |
|  | 26 tháng 7 năm 2003 – Kuala Lumpur (Sân vận động Bukit Jalil) |                  |                                                               |       |           |           |
|  |                                                               |                  |                                                               |       |           |           |
|  | Malaysia                                                      | 0                |                                                               |       |           |           |
|  | Malaysia                                                      | 0                |                                                               |       |           |           |
|  | Birmingham City                                               | 4                |                                                               |       |           |           |

### Bán kết
| Newcastle United                | 2 – 1 | Birmingham City   |
| ------------------------------- | ----- | ----------------- |
| Shearer 36' (pen.) · Ameobi 75' |       | Devlin 72' (pen.) |

| Malaysia      | 1 – 4 | Chelsea                                                      |
| ------------- | ----- | ------------------------------------------------------------ |
| Hairuddin 40' |       | Lampard 36' · Hasselbaink 70' · Guðjohnsen 83' · Johnson 85' |

### Tranh hạng ba
| Malaysia | 0 – 4 | Birmingham City                          |
| -------- | ----- | ---------------------------------------- |
|          |       | John 8', 50' · Clemence 76' · Hughes 81' |

### Chung kết
| Chelsea                                                           | 0 – 0 | Newcastle United                                              |
| ----------------------------------------------------------------- | ----- | ------------------------------------------------------------- |
|                                                                   |       |                                                               |
| Loạt sút luân lưu                                                 |       |                                                               |
| Lampard · Duff · Huth · Guðjohnsen · Hasselbaink · Keenan · Terry | 5 – 4 | Shearer · Robert · Dyer · Bowyer · Bellamy · Woodgate · Jenas |